# Volvocisporium triumfetticola
Volvocisporium triumfetticola är en svampart som först beskrevs av M.S. Patil, och fick sitt nu gällande namn av Begerow, R. Bauer & Oberw. 2001. Volvocisporium triumfetticola ingår i släktet Volvocisporium och familjen Volvocisporiaceae.   Inga underarter finns listade i Catalogue of Life.